# Jessica Bab Bonde
Jessica Bab, tidigare Bab Bonde, född 1974, är en svensk förlagsagent. Hon har blivit uppmärksammad för sin Augustpris-nominerade bok "Vi kommer snart hem igen".

## Biografi
Bonde arbetar sedan många år som litterär agent med marknads- och kommunikationsarbete inom förlagsbranschen. I augusti 2019 startade Bonde en ny agentur "Brave New World" tillsammans med David Lagercrantz för hans kommande nya serie på Norstedts.

## Vi kommer snart hem igen
2018 gav hon tillsammans med illustratören Peter Bergting ut "Vi kommer snart hem igen", en serieroman om Förintelsen. Boken bygger på intervjuer med förintelseöverlevarna Tobias Rawet, Livia Fränkel, Selma Bengtsson, Susanna Christensen, Emerich Roth och Elisabeth Masur. Boken nominerades 2018 till Augustpriset i barn- och ungdomsklassen, samt till Barnradions bokpris.
Recensenten Sinziana Ravini skriver att boken "är en av de mest drabbande serieböckerna jag har läst, för här får man ta del av sex människors berättelser om tiden i koncentrations- och utrotningslägren berättade genom ett barns ögon, för att komma åt den där rena och oförställda blicken som bara ett barn besitter ... det groteska och oförklarliga framträder då ännu tydligare, men också människans fallenhet att acceptera läget, att vänja sig vid vilka monstrousiteter som helst".
Recensenten Lotta Olsson beskriver boken som "drabbande ... Bondes text är kortfattad och konkret ... Bergtings isande starka bilder lyfter fram den avgrundsdjupa fasan genom lågmäld saklighet".